# Bruckner Interchange
La Bruckner Interchange es un complejo de "interchange" en la intersección del Bruckner Expressway, Cross Bronx Expressway, Whitestone Expressway y Hutchinson River Parkway en la Ciudad de Nueva York borough del Bronx, Estados Unidos. Fue construida en los años 1960s.
La Interestatal 95 pasa sobre la interchange, ya que cambia de designación en el Cross Bronx Expressway al sur y del Bruckner Expressway en el norte. La Interestatal 295, Interestatal 278, Interestatal 678, y el Hutchinson River Parkway todos terminan en esta interchange. La designación de la Interestatal 95 al igual que la Cross Bronx Expressway es transferida a la designación de la Interestatal 295 y Interestatal 278 mientras la Bruckner Expressway es transferida a la Interestatal 95, y la Interestatal 678 se convierte en el Hutchinson River Parkway.
La interchange es la que se encuentra más al sur del Hutchinson River Parkway que cruza la I-95.
Esta interchange no está completa, lo que quiere decir que no cada par de carreteras tiene los mismos estándares que las interchanges de las autovías. Sin embargo, en algunas secciones no es necesario:
- Para viajar desde la I-95 North a I-278 West (y viceversa), se usa la I-895 (Sheridan Expressway).
- Para viajar desde la I-295 North a I-95 North (y viceversa), se usa la I-695 (Throgs Neck Expressway).
- La Interestatal 678 y la I-295 no están directamente conectadas con la interchange debido a que en ambos sentidos de los puentes de Bronx-Queens (el Puente Bronx Whitestone y el Puente Throgs Neck, respectivamente), son de distancia corta que van hacia el sur. En Queens, están conectados con la I-495, el Long Island Expressway.